# 奥尔桑
奥尔桑（法語：Orsan，法語發音：[ɔʁsɑ̃]）是法国加尔省的一个市镇，属于尼姆区。

## 地理
奥尔桑（44°7'53"N, 4°39'58"E）面积6.9 平方千米，位于法国奧克西塔尼大區加尔省，该省份为法国南部沿海省份，南端濒地中海，北起顺时针与阿尔代什省、沃克吕兹省、罗讷河口省、埃罗省、阿韦龙省和洛泽尔省接壤。
与奥尔桑接壤的市镇（或旧市镇、城区）包括：塞茲河畔巴尼奧勒、许斯克朗、科多莱、洛丹-拉杜瓦斯。

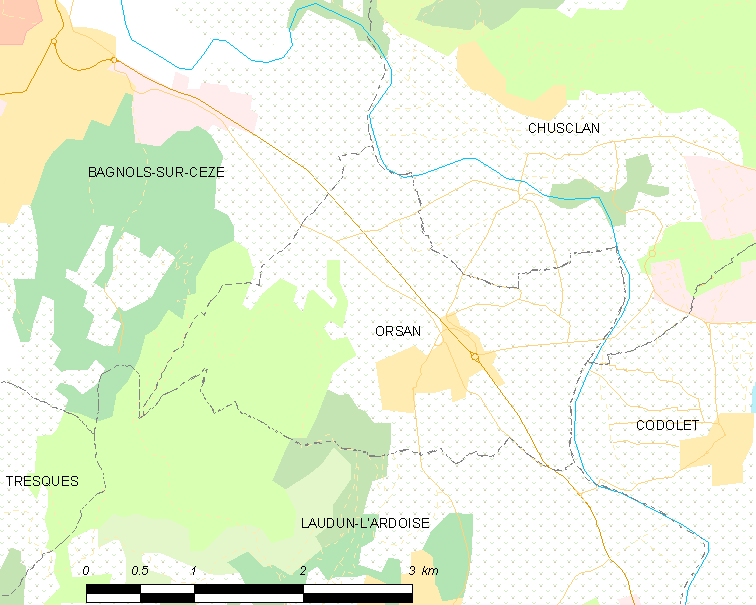
奥尔桑的OSM定位图

奥尔桑的时区为UTC+01:00、UTC+02:00（夏令时）。

## 行政
奥尔桑的邮政编码为30200，INSEE市镇编码为30191。

## 政治
奥尔桑所属的省级选区为塞兹河畔巴尼奥勒县。

## 人口

1962-2008年间奥尔桑人口变化图示

奥尔桑于2022年1月1日时的人口数量为1197人。